# Шлиман, Кристиан
Кристиан Шлиман (нем. Christian Schlieman; род. 4 июля 1962, Леверкузен, Северный Рейн-Вестфалия) — немецкий хоккеист на траве, вратарь. Серебряный призёр летних Олимпийских игр 1988 года, бронзовый призёр чемпионата мира 1986 года, двукратный бронзовый призёр чемпионата Европы 1983 и 1987 годов, двукратный чемпион Европы по индорхоккею 1984 и 1988 годов.

## Биография
Кристиан Шлиман родился 4 июля 1962 года в западногерманском городе Леверкузен.
Занимался хоккеем на траве в леверкузенском «Байере», за который затем и выступал.
В 1981 году в составе юниорской сборной ФРГ выиграл чемпионат Европы в Барселоне, в 1982 году — чемпионат мира в Куала-Лумпуре.
В 1982 году дебютировал в сборной ФРГ. В её составе в 1983 году в Амстелвене и в 1987 году в Москве выиграл бронзовые медали чемпионата Европы, а в 1986 году в Лондоне — бронзу чемпионата мира.
В 1988 году вошёл в состав сборной ФРГ по хоккею на траве на летних Олимпийских играх в Сеуле и завоевал серебряную медаль. Играл на позиции вратаря, провёл 2 матча.
Вместе с другими игроками сборной за завоевание серебряной олимпийской медали награждён Серебряным лавровым листом.
В 1990 году участвовал в чемпионате мира в Лахоре, где сборная ФРГ заняла 4-е место.
В индорхоккее дважды становился чемпионом Европы — в 1984 году в Эдинбурге и в 1988 году в Вене.
В 1982—1991 годах провёл за сборную ФРГ / Германии 112 матчей, в том числе 78 на открытых полях, 34 в помещении.
После окончания игровой карьеры стал работал агентом по закупкам в компании «Байер».

## Семья
Двое сыновей Кришан Шлиман и Стеффен Шлиман также играют в хоккей на траве.